# Uma Sombra em Minha Vida
Uma Sombra em Minha Vida foi uma radionovela brasileira originalmente escrita por Alcina de Toledo e transmitida pela Rádio São Paulo PRA5, com o pseudônimo de Cristina Leblon, o nome de sua filha (Cristina) e o sobrenome de seu marido (Paulo Leblon).
Foi posteriormente apresentada em formato de telenovela sendo exibida pela extinta TV Excelsior de 28 de setembro a 28 de novembro de 1964 no horário das 19 horas, totalizando 54 capítulos.

## Trama
Heloísa protege sua filha Maria Rosa sem nunca se revelar. Esta foi criada com o nome de Simone por uma família tradicional. As aproximações entre mãe e filha serão feitas pelo destino.

## Elenco
| Ator/Atriz           | Personagem |
| -------------------- | ---------- |
| Glória Menezes       | Maria Rosa |
| Tarcísio Meira       | Eduardo    |
| Maria Cecília        | Heloísa    |
| Irina Grecco         | Neusa      |
| Altair Lima          | Alfredo    |
| Mauro Mendonça       | Reinaldo   |
| Neuza Amaral         | Jaqueline  |
| Murilo Amorim Correa | Noel       |
| Gilberto Sálvio      | Flávio     |
| Odete Barros         | Laura      |
| Lucy Rangel          | Beth       |
| Fredy Kleeman        | Walter     |
| Antonio Fracari      | Jonas      |